# Toyota Mark X
Toyota Mark X (яп: トヨタ·マークX, Тойота Марк Ікс) — автомобіль середнього розміру виробництва Toyota для азійського ринку. В Японії він продається тільки в мережі Toyopet Store. Mark X був представлений в 2004 році і випускається в Канегасакі, Івате, Японія. Також продається в Китаї під назвою Toyota Reiz
Mark X є наступником Mark II, який був вперше представлений в 1968 році, був відомий на північноамериканському ринку, як Corona Mark II, починаючи з 1972 року, і Cressida з 1977 по 1992 рік і був попередником автомобілів Lexus. Mark X не вимовляється "Mark Ten", а "Mark Ex", хоча Mark II є "Mark Two". Mark X є альтернативою Toyota Camry для покупців, які, бажають автомобіль розмірів Камрі, але надають перевагу передньому розташуванню двигун з задньоприводною трансмісію з можливістю підключення всіх коліс, які Камрі не пропонує.
Mark X в даний час доступний тільки в Японії і Китаї. В Японії, Mark X є ексклюзивною версією для магазинів Toyopet, в той час як Камрі, є ексклюзивною для мережі Toyota Corolla.
Mark X являє собою поєднання попередніх Mark II, спортивно-орієнтованих Toyota Chaser і розкішних Toyota Cresta в одному транспортному засобі, однак, на відміну від попередників, які використовували рядні 6 циліндрові двигуни, Mark X пропонує двигуни V6.
І перше, і друге покоління Mark X були виготовлені на заводі Мотоматі в Японії.

## Перше покоління

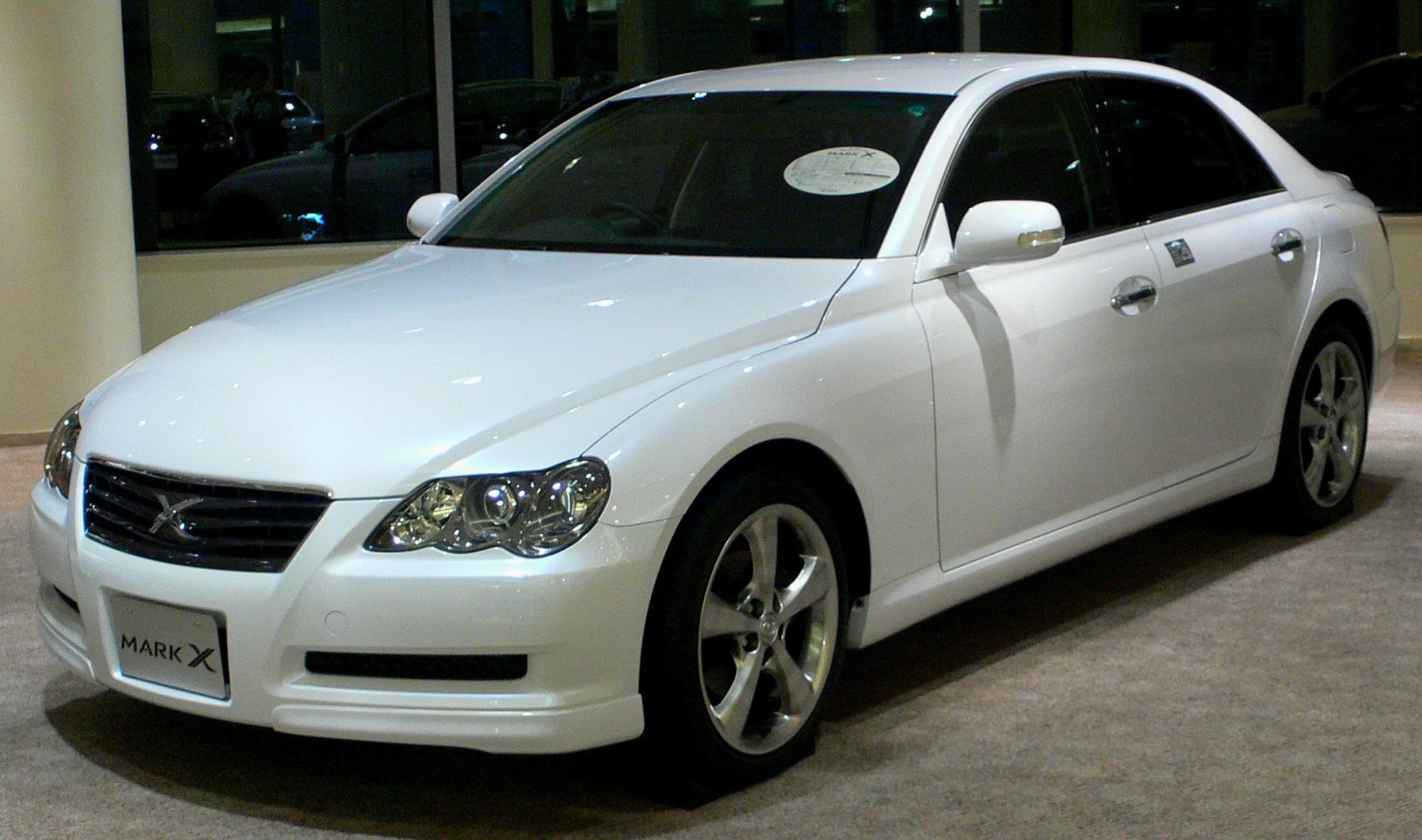
Toyota Mark X (2004-2009)

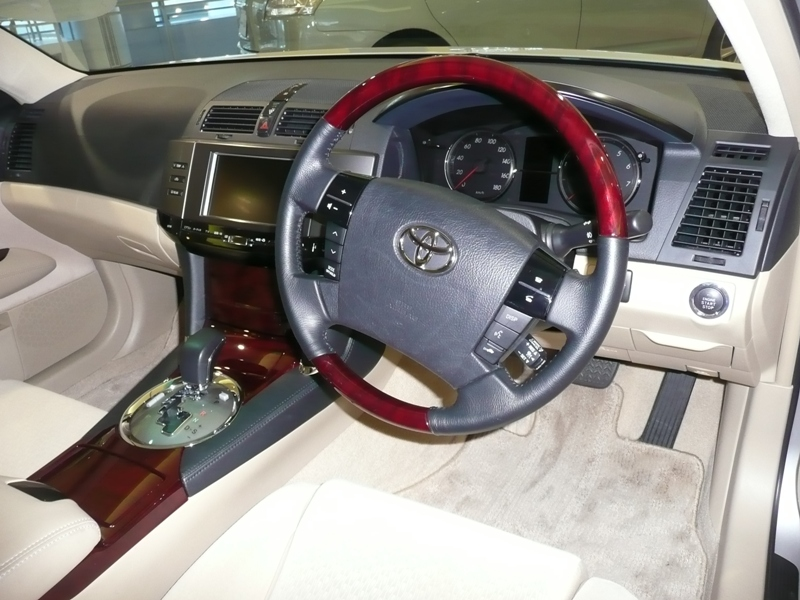
Toyota Mark X (2004-2009)

Автомобіль комплектувався двигунами 4GR-FSE V6 об'ємом 2,5 літра і 3GR-FSE V6 об'ємом 3,0 літра. Мав автоматичну 6-ступінчасту коробку передач для задньопривідних комплектацій і 5-ступінчасту для повнопривідних. Автомобіль використовує загальну платформу з такими моделями як Toyota Crown (GRS180) 2003 р.в., Lexus GS, Lexus IS і має хорошу взаємозамінність по запчастинах.
Існувало 4 базових пакети: F-найпростіша (основна відмінність - нексенонові фари), G-базова (вже є ксенон, легкосплавні диски, сидіння водія з електроприводом), L (Lux) - найбагатша (іонізатор, сенсорний жк монітор з навігаційною системою, кермо під дерево), S-Pack - спорт-версія, головна відмінність: 18" заводські литі диски, система стабілізації і курсової стійкості. На цю версію 16" диски не встановлюються через збільшені гальмівні супорти.

### Двигуни
- 2.5 L 4GR-FSE V6
- 2.5 L 5GR-FE V6
- 3.0 L 3GR-FSE V6
- 3.0 L 3GR-FE V6

## Друге покоління

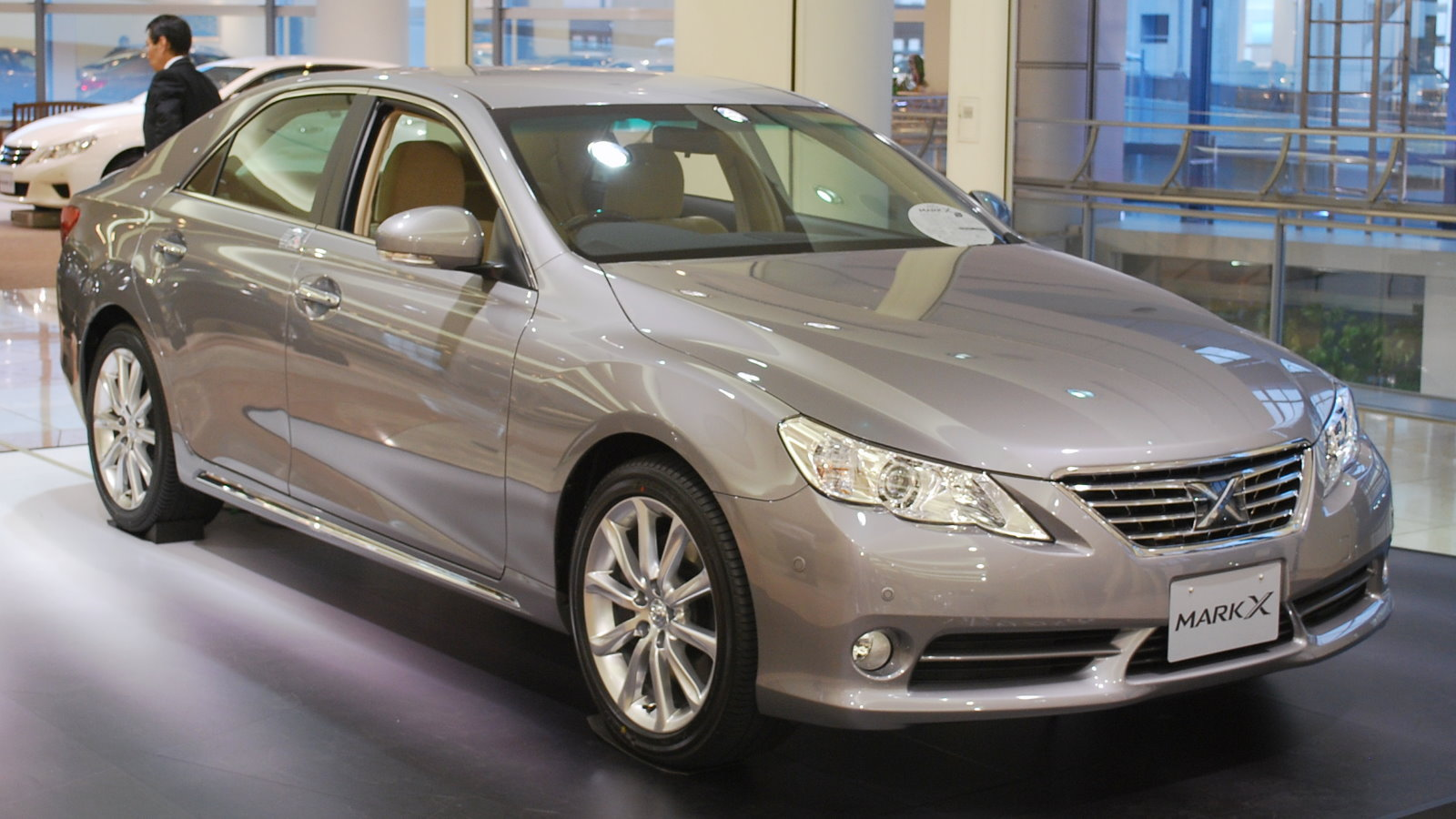
Toyota Mark X (2009-2012)

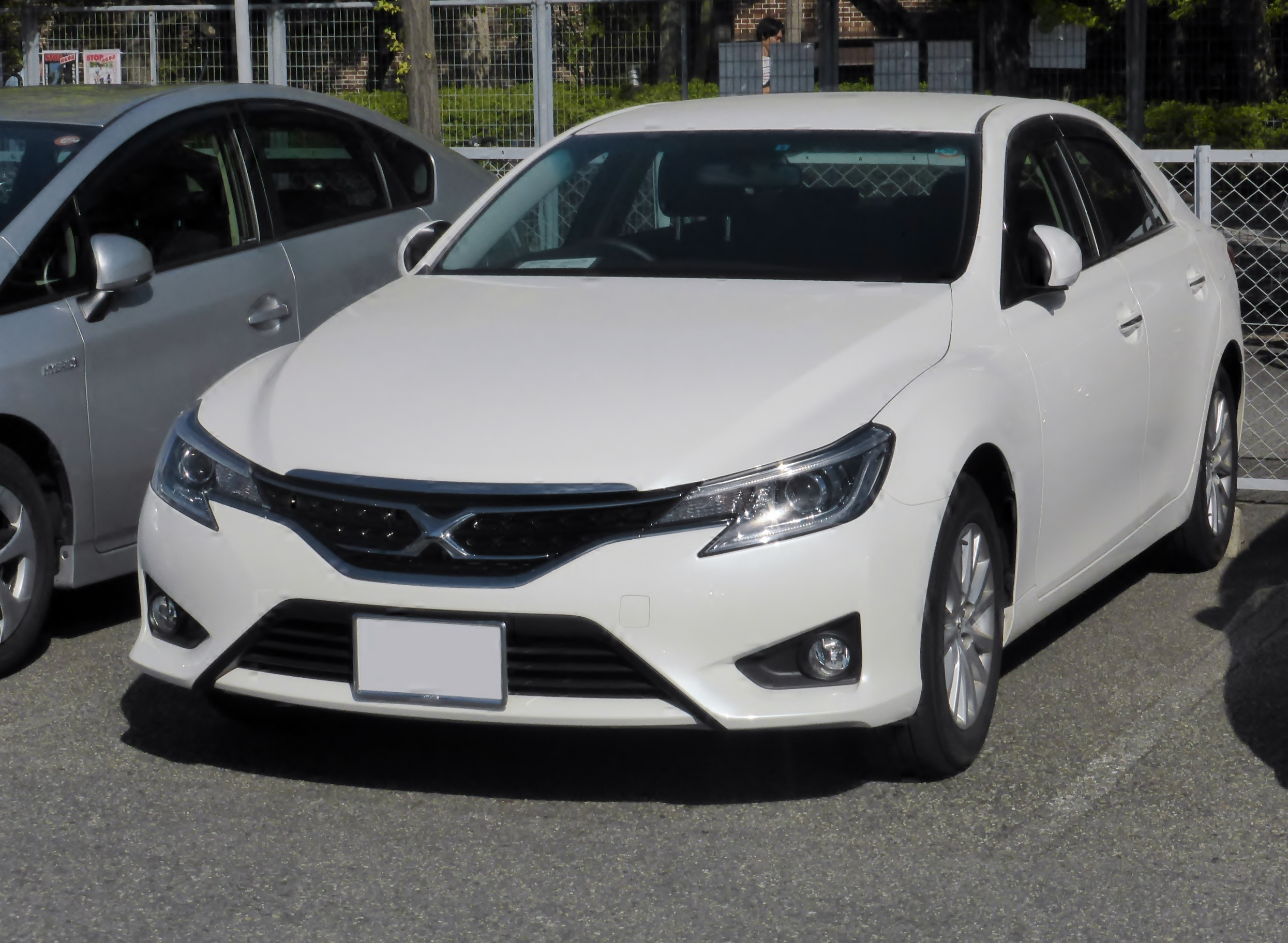
Toyota Mark X (2012-2016)

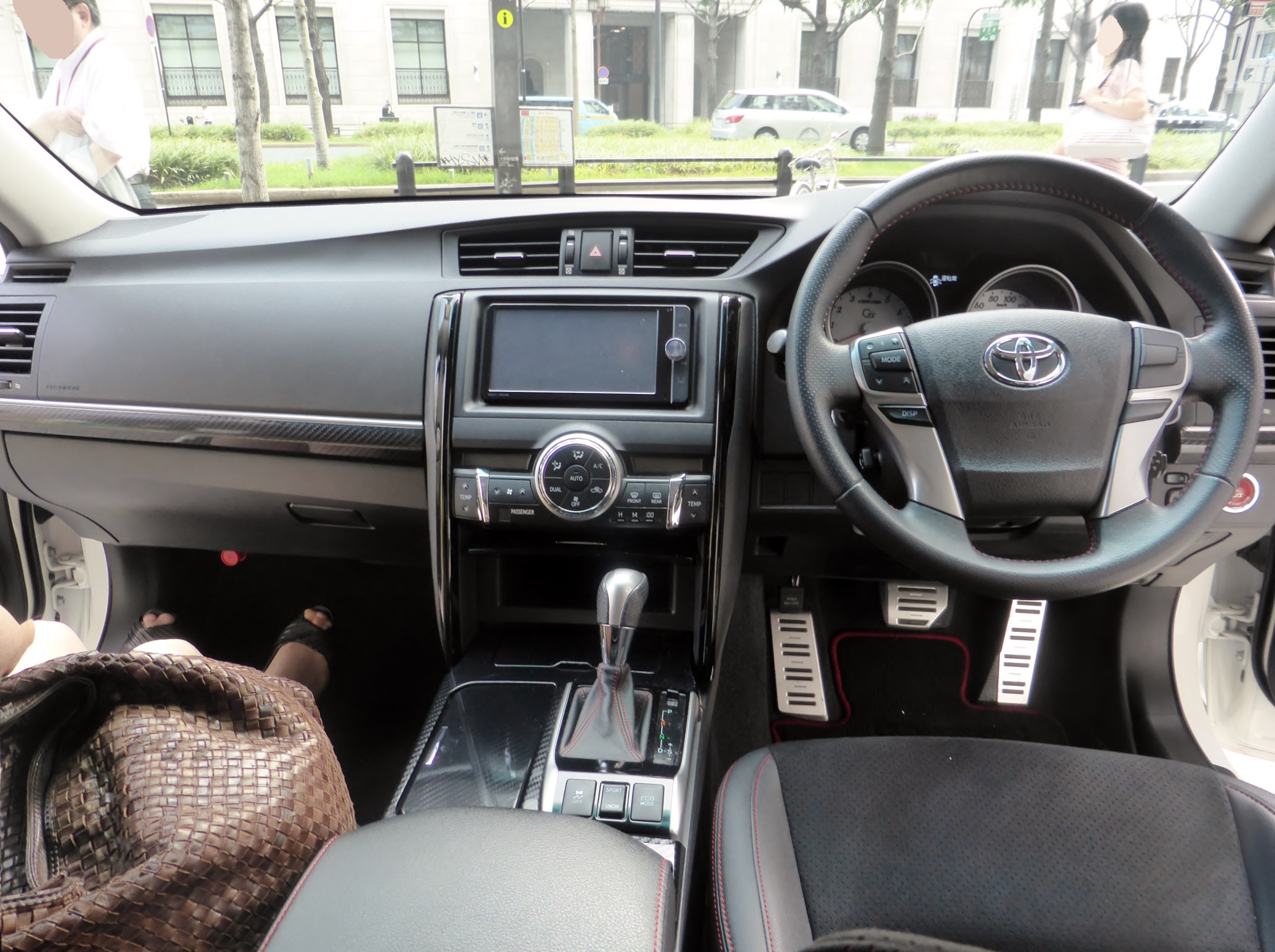
Салон Toyota Mark X

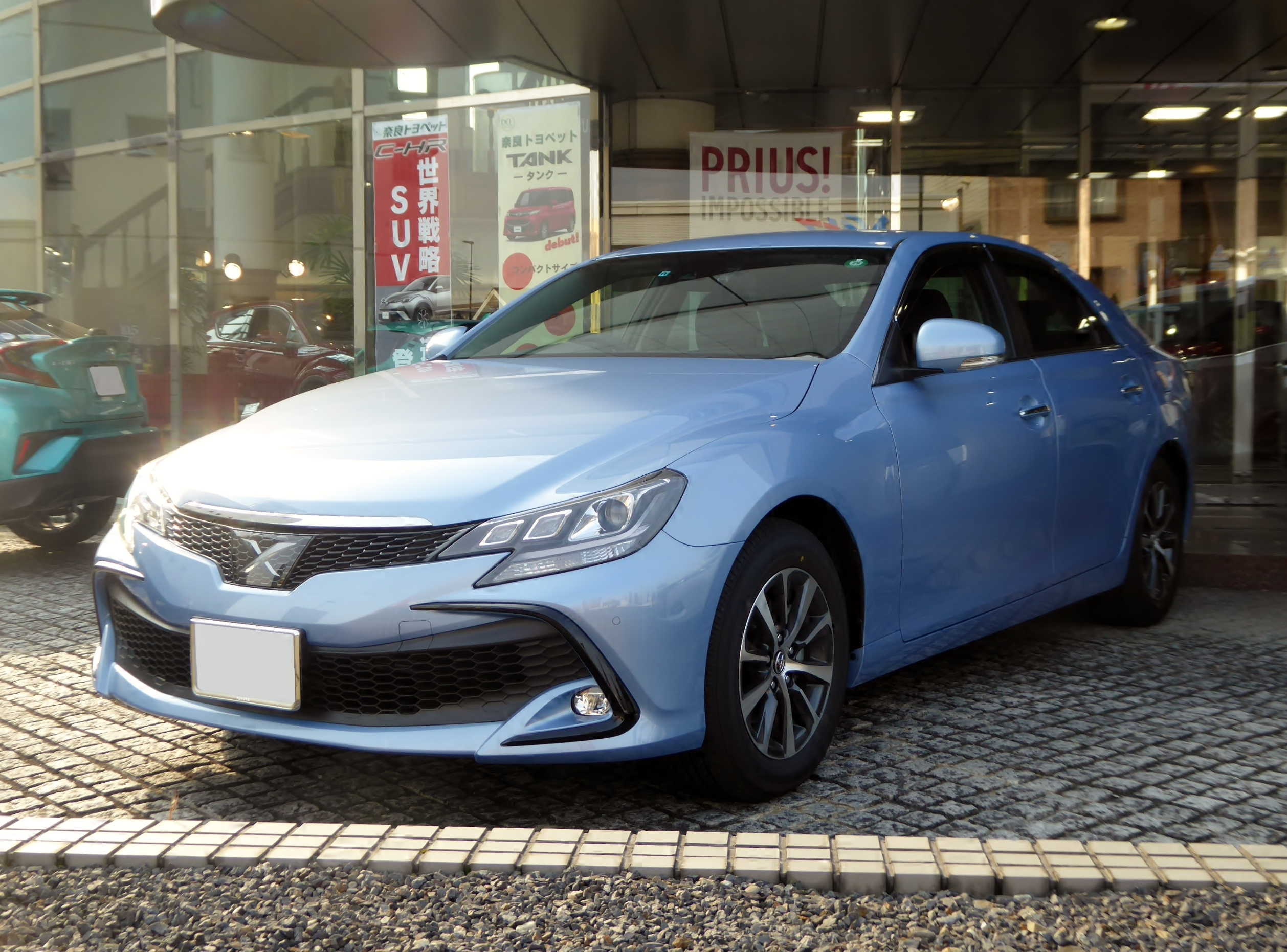
Toyota Mark X (з 2016)

Восени 2009 року було представлено друге покоління седана Mark X. Автомобіль фактично повністю запозичив базу попередника, лише з незначними змінами в конструкцію шасі, що додало машині спортивної динаміки. Модель комплектується двигуном V6 DOHC робочим об'ємом 2,5 л або 3,5 л. Ефективніше стало витрачатися паливо, завдяки внесеним змінам до програми управління двигуна. Так, задньопривідний варіант моделі з двигуном 2,5 л в вживає 7,7 л на 100 км, а з 3,5-літровим двигуном - 9,8 л на 100 км. Модель комплектується 6-ступінчастою автоматичною трансмісією. Доступні три модифікації, що відрізняються встановлюваним обладнанням: "стандартна", "спортивна" і "преміум".

### Двигуни
- 2.5 L 4GR-FSE V6
- 2.5 L 5GR-FE V6
- 3.0 L 3GR-FE V6
- 3.5 L 2GR-FSE V6